# Nowy Kościół

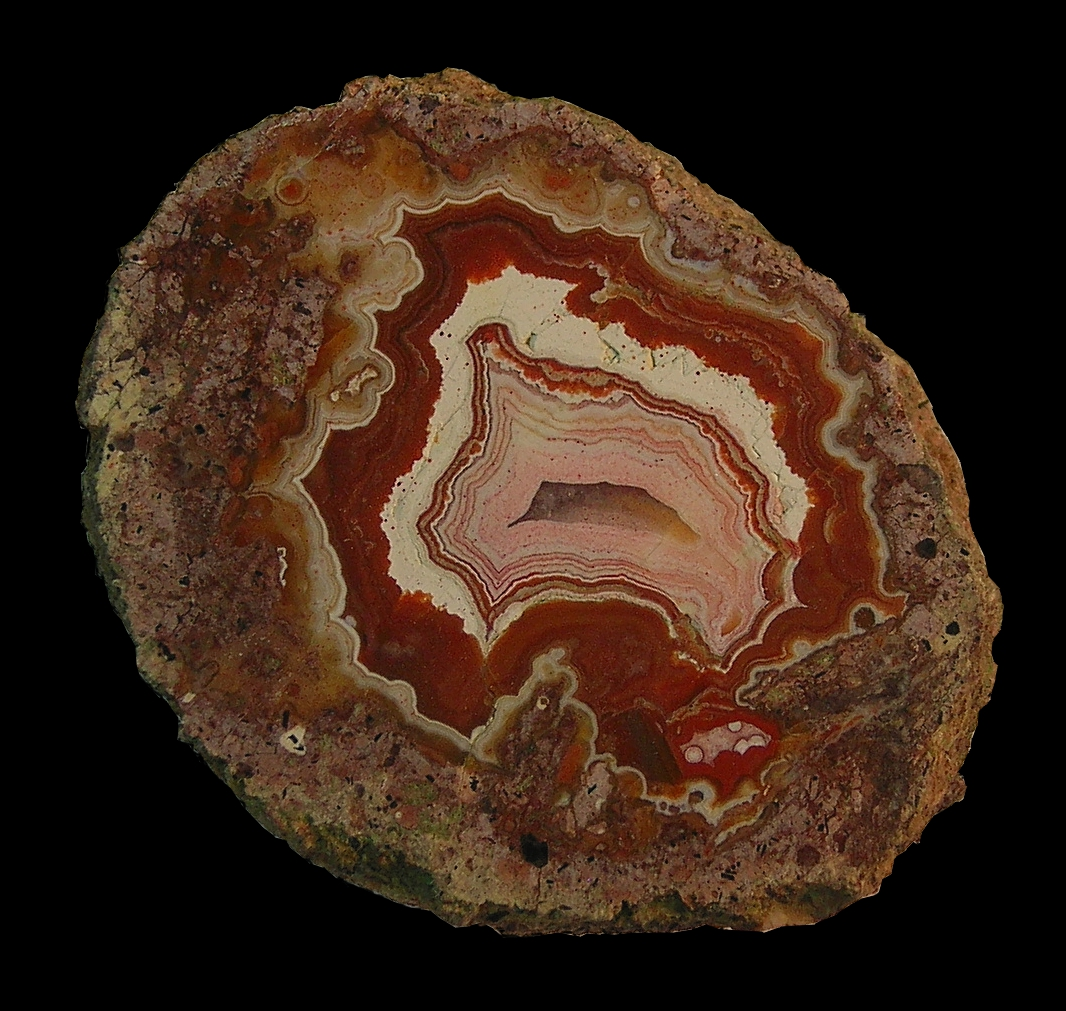
Agat z Nowego Kościoła

Nowy Kościół (niem. Neukirch) – wieś w Polsce położona w województwie dolnośląskim, w powiecie złotoryjskim, w gminie Świerzawa, na Pogórzu Kaczawskim w Sudetach. Jest największą wsią gminy Świerzawa (długość 3,4 km).

## Podział administracyjny
| SIMC    | Nazwa    | Rodzaj     |
| ------- | -------- | ---------- |
| 0192732 | Dynowice | część wsi  |
| 0192749 | Krzeniów | część wsi  |
| 0192755 | Różana   | przysiółek |

W latach 1945–1954 siedziba gminy Nowy Kościół, następnie gromady Nowy Kościół. W latach 1975–1998 miejscowość administracyjnie należała do województwa jeleniogórskiego.

## Demografia
Według Narodowego Spisu Powszechnego (III 2011 r.) liczył 1209 mieszkańców. Jest największą miejscowością gminy Świerzawa.

## Położenie
Przez Nowy Kościół ciągnie się Szlak Wygasłych Wulkanów i płynie rzeka Kaczawa.

## Historia
W rejonie Nowego Kościoła odkryto kilkanaście stanowisk artefaktów kamiennych datowanych na późny paleolit, mezolit i neolit i na 1998 r. był to jeden z najbogatszych w artefakty rejonów Pogórza Kaczawskiego. W przysiółku Dynowice na południe od centrum wsi, nad doliną Piekiełko odkryto niewielkie grodzisko otoczone wałami dochodzącymi do prawie 1 m, zbudowanymi z bloczków skalnych. Zidentyfikowano ślady jednej bramy w wałach oraz dwóch małych budynków wewnątrz założenia, interpretowanego jako strażnica. Fragmenty ceramiki datują to założenie obronne na 9 wiek n.e. W okolicy Nowego Kościoła znaleziono też w 1872 r. depozyt 14 wczesnośredniowiecznych misek żelaznych.
Wieś istnieje prawdopodobnie od średniowiecza i była siedzibą rodu von Zedlitz, którzy mieli tu swój zamek (zburzony po II wojnie światowej przez ówczesne władze). Nowy Kościół stanowił w XVI wieku centrum luteranizmu na Śląsku. Wykłady tu prowadził (na zamku von Zedlitzów) uczeń reformatora, Marcina Lutra, Melchior Hofmann. W XIX lub na początku XX wieku wybudowano w Nowym Kościele fabrykę czekolady, która nie dotrwała do naszych czasów.
Znaczna część historii miejscowości związana jest z górnictwem, głównie wydobyciem wapienia i rud miedzi. W ciągu kilku wieków przez wiele dziesięcioleci znajdowały się tu kopalnie i zakłady przetwórcze.
W miejscowości urodził się Edward Sarul, polski lekkoatleta, kulomiot, mistrz świata.
W miejscowości była stacja kolejowa Nowy Kościół.

## Zabytki
Do wojewódzkiego rejestru zabytków wpisane są:
- kościół ewangelicki, obecnie rzymskokatolicki, pw. Matki Boskiej Różańcowej, z 1749 r., 1853 r. Wystrój wnętrza rokokowy, m.in. empory, ołtarz połączony z amboną, chrzcielnica, krucyfiks z poł. XVI w.[15],
- cmentarz przy wieży, XIII w.
  - ruina kościoła pw. Najświętszej Marii Panny, XIII-wiecznego, przełom XV/XVI w.
  - mur obronny, z przełomu XV/XVI w.
  - budynek bramny, z przełomu XV/XVI w.
- cmentarz ewangelicki, nieczynny, z drugiej połowy XIX w.
- zespół zamkowy
  - zamek, już nieistniejący, pozostałości fosy
  - park, z pierwszej połowy XIX w.

## Kościoły
Obecnie na terenie wsi działalność duszpasterską prowadzą następujące kościoły:
- Kościół Rzymskokatolicki
- Kościół Ewangelicko-Augsburski.

## Złoża agatów
W pobliżu wsi znajdują się najbardziej znane i największe w Polsce złoża agatów, wydobywane w większości nielegalnie przez kolekcjonerów. Agaty występują w obrębie permskich porfirów.